# Klenovi
Klenovi (en ucraniano: Кленовий, romanizado: Klenovyi; en ruso: Кленовый, romanizado: Klenovy) es un asentamiento urbano ucraniano perteneciente al óblast de Lugansk. Situado en el este del país, hasta 2020 era parte del área municipal de Rovenki, pero desde entonces es parte del raión de Dovyansk y del municipio (hromada) de Dovyansk. Sin embargo, según el sistema administrativo ruso que ocupa y controla la región, Klenovi sigue perteneciendo al área municipal de Rovenki.
El asentamiento se encuentra ocupado por Rusia desde la guerra del Dombás, siendo administrado como parte de la de facto República Popular de Lugansk y luego ilegalmente integrado en Rusia como parte de la República Popular de Lugansk rusa.

## Geografía
Klenovi está a orillas del río Medvezhya, 50 km al sur de Lugansk.

## Historia
Klenovi se fundó en 1955 como un asentamiento de mineros para las minas de carbón circundantes recién establecidas y se elevó a un asentamiento de tipo urbano en 1956.
En 2014, durante la guerra del Dombás, los separatistas prorrusos tomaron el control de Klenovi y desde entonces está controlado por la autoproclamada República Popular de Lugansk.

## Demografía
La evolución de la población entre 1989 y 2022 fue la siguiente:
| 3089                                                          | 2142 | 2103 | 2070 | 2054 |
| (Fuente: Cities & Towns of Ukraine y UKRAINE: Größere Städte) |      |      |      |      |

Según el censo de 2001, la lengua materna de la mayoría de los habitantes, el 85,43%, es el ruso; del 14,39% es el ucraniano.